# Podbrzezie (Police)
Podbrzezie (deutsch Neuhaus) ist ein Dorf in der polnischen Woiwodschaft Westpommern. Das Dorf bildet einen Teil der Gmina Police (Stadt- und Landgemeinde Pölitz) im Powiat Policki (Pölitzer Kreis). Podbrzezie liegt etwa 21 Kilometer nordwestlich von Stettin (Szczecin) und etwa 13 Kilometer westlich von Police (Pölitz).